# J.League Cup 2018
Der J.League Cup 2018, offiziell aufgrund eines Sponsorenvertrages mit dem Gebäckhersteller Yamazaki Biscuits nach einer Marke desselben 2018 J.League YBC Levain Cup genannt, war die 26. Ausgabe des J.League Cup, des höchsten Fußball-Ligapokal-Wettbewerbs in Japan.

## Spieler
| Verein                     | Spieler |
| -------------------------- | --- |
| Hokkaido Consadole Sapporo | Takanori Sugeno (6/0), Tomonobu Yokoyama (4/0), Yūdai Tanaka (4/0), Shingō Hyōdō (4/0), Julinho (4/1), Ken Tokura (2/0), Reis (6/1), Yoshihiro Uchimura (5/1), Yoshiaki Komai (1/0), Jun’ichi Inamoto (5/0), Kōsuke Shirai (5/0), Ryōta Hayasaka (6/0), Takuma Arano (6/0), Takumi Miyayoshi (6/1), Naoki Ishikawa (4/0), Taiyo Hama (3/0), Daiki Suga (1/0), Ren Fujimura (3/0), Tōya Nakamura (3/0), Shinji Ono (3/0) |
| Vegalta Sendai             | Daniel Schmidt (1/0), Katsuya Nagato (5/0), Kōji Hachisuka (4/2), Kō Itakura (4/0), Hiroaki Okuno (6/1), Yoshihiro Shōji (3/0), Ryang Yong-gi (3/0), Naoki Ishihara (3/0), Yasuhiro Hiraoka (3/1), Jun Kanakubo (1/0), Gakuto Notsuda (5/0), Shingo Tomita (4/0), Rafaelson (1/0), Ryō Germain (8/2), Takuma Abe (3/0), Kentarō Seki (2/0), Gorō Kawanami (5/0), Yoshihiro Nakano (5/0), Naoki Sugai (5/0), Kazuki Ōiwa (4/0), Shōta Kobayashi (4/0), Takuma Nishimura (5/2), Shunsuke Motegi (6/3), Masato Tokida (7/0), Keiya Shiihashi (4/0), Kim Jung-ya (3/0), Kunimitsu Sekiguchi (3/0), Ryūnosuke Sugawara (1/0), Ryōji Yamashita (1/0), Kenta Miyawaki (1/0), Manato Kudō (1/0), Aoi Kudō (1/0)                          |
| Kashima Antlers            | Atsuto Uchida (2/0), Gen Shōji (1/0), Leo Silva (4/0), Ryōta Nagaki (4/0), Shōma Doi (4/1), Yūma Suzuki (2/0), Atsutaka Nakamura (1/0), Takeshi Kanamori (3/0), Shūto Yamamoto (3/2), Serginho (4/2), Kazuma Yamaguchi (2/0), Hitoshi Sogahata (4/0), Daigo Nishi (3/1), Yasushi Endō (4/0), Kōki Machida (4/0), Hiroki Abe (2/0), Kōki Anzai (4/0), Tomoya Inukai (4/1), Mitsuo Ogasawara (1/0) |
| Urawa Reds                 | Shūsaku Nishikawa (5/0), Mauricio (2/0), Tomoya Ugajin (3/0), Tomoaki Makino (4/0), Wataru Endō (4/0), Kōsuke Taketomi (8/2), Yūki Mutō (5/0), Yōsuke Kashiwagi (2/0), Martinus (7/1), Kazuki Nagasawa (7/0), Takuya Aoki (7/0), Naoki Yamada (4/0), Andrew Nabbout (2/0), Tadanari Lee (8/2), Zlatan (3/0), Yūki Abe (5/0), Takuya Ogiwara (7/2), Daiki Hashioka (5/0), Haruki Fukushima (3/0), Kai Shibato (2/0), Shinzō Kōroki (3/4), Takuya Iwanami (8/0), Daisuke Kikuchi (6/0), Ryōta Moriwaki (2/0) |
| Kashiwa Reysol             | Nathan Ribeiro (2/0), Daisuke Suzuki (2/0), Yūta Nakayama (2/0), Toshiya Takagi (3/0), Hidekazu Ōtani (3/1), Kei Koizumi (4/0), Cristiano (4/1), Ataru Esaka (4/0), Ryōhei Yamazaki (3/1), Ryūta Koike (4/0), Kim Bo-kyung (2/0), Haruhiko Takimoto (4/0), Kōhei Tezuka (4/0), Yūsuke Segawa (4/2), Hiroto Nakagawa (4/1), Park Jeong-su (2/0), Toshiaki Miyamoto (2/0), Sō Nakagawa (2/0), Masashi Kamekawa (2/0) |
| FC Tokyo                   | Takuo Ōkubo (3/0), Sei Muroya (1/0), Kazunori Yoshimoto (5/0), Yūichi Maruyama (3/0), Kōsuke Ōta (2/0), Takuji Yonemoto (3/0), Yōjirō Takahagi (2/0), Diego Oliveira (1/0), Yōhei Kajiyama (3/1), Kensuke Nagai (2/0), Takefusa Kubo (6/1), Cayman Togashi (6/2), Kento Hashimoto (3/0), Tasuku Hiraoka (2/0), Ryōichi Maeda (1/0), Masayuki Yamada (4/0), Kiichi Yajima (3/1), Taichi Hara (3/0), Ryōya Ogawa (4/0), Takahiro Yanagi (1/0), Sōtan Tanabe (2/0), Takuya Uchida (3/0), Makoto Okazaki (5/0), Akihiro Hayashi (3/0), Keigo Higashi (2/0), Kōtarō Ōmori (1/0), Ryō Takahashi (1/0), Manato Shinada (3/0), Jang Hyun-soo (1/0), Lipe Veloso (4/0)                                                                    |
| Kawasaki Frontale          | Kyōhei Noborizato (2/0), Tatsuki Nara (2/0), Shōgo Taniguchi (2/0), Yūsuke Tasaka (1/0), Hiroyuki Abe (2/1), Shūhei Akasaki (2/0), Kengo Nakamura (2/0), Tatsuya Hasegawa (2/0), Elsinho (2/0), Kei Chinen (2/1), Yūto Suzuki (2/0), Michael James (2/0), Shōta Arai (2/0), Manabu Saitō (2/0), Akihiro Ienaga (1/0) |
| Yokohama F. Marinos        | Milos Degenek (3/1), Dusan (5/0), Yūzō Kurihara (4/0), Takuya Kida (5/0), Takahiro Ōgihara (9/1), Hugo Vieira (10/5), Kōsuke Nakamachi (8/1), Yūki Ōtsu (9/2), Keita Endō (9/0), Takashi Kanai (8/0), Thiago Martins (4/0), Jun Amano (6/2), Shō Itō (9/8), Teruhito Nakagawa (10/4), Olivier Boumal (4/1), Hiroki Iikura (10/0), Yūji Nakazawa (2/0), Takumi Shimohira (5/0), Ryōsuke Yamanaka (5/0), Yun Il-lok (8/0), Ippei Shinozuka (10/1), Ken Matsubara (9/0), Masashi Wada (4/0), Daichi Sugimoto (3/0), David Babunski (5/0), Taiga Nishiyama (2/0), Kaina Yoshio (6/0), Kōta Yamada (7/0), Shinnosuke Hatanaka (1/0)                                                                                                   |
| Shonan Bellmare            | Yōta Akimoto (8/0), Shunsuke Kikuchi (6/1), Ryōhei Okazaki (5/0), Andre Bahia (3/1), Yūsuke Kobayashi (1/0), Toshiki Ishikawa (5/1), Tsukasa Umesaki (11/4), Kazunari Ōno (11/0), Lee Jeong-hyeop (5/0), Hiroki Akino (4/0), Ryō Takahashi (3/0), Miki Yamane (8/0), Ryūnosuke Noda (7/2), Mitsuki Saitō (8/1), Jin Hanato (6/1), Temma Matsuda (7/1), Alen Stevanovic (2/0), Keisuke Saka (11/1), Daiki Tomii (2/0), Kaoru Takayama (8/1), Genta Omotehara (7/1), Kazuki Yamaguchi (3/0), Kunitomo Suzuki (3/1), Hirokazu Ishihara (9/0), Daiki Sugioka (5/1), Tsuyoshi Shimamura (3/0), Masaaki Gotō (3/0), Hikaru Arai (5/0), Daiki Kaneko (9/2), Sōsuke Shibata (2/0), Takuya Okamoto (7/1), Ryōgo Yamasaki (5/1)            |
| Ventforet Kofu             | Kōhei Kawata (2/0), Masato Yuzawa (2/0), Byeon Jun-byum (7/0), Hideomi Yamamoto (2/0), Ryō Kubota (6/0), Eder Lima (2/0), Yūki Horigome (4/0), Ryōhei Arai (1/0), Lins (1/0), Diego (1/0), Shūsuke Ōta (6/0), Yūsuke Tanaka (5/0), Ferrugem (1/1), Masaru Matsuhashi (3/0), Hidetaka Kanazono (5/3), Ryōhei Michibuchi (9/0), Kazuki Kozuka (3/2), Toshio Shimakawa (3/0), Shō Araki (4/0), Yūta Koide (6/0), Hiroki Oka (4/0), Yutaka Soneda (9/2), Kōta Mori (8/2), Kazuhiro Satō (7/1), Shōhei Abe (5/0), Yūki Hashizume (4/0), Junior Barros (4/2), Kōsuke Okanishi (4/0), Takuya Akiyama (4/0), Yūta Imazu (7/1), Ryō Takano (6/0), Riku Nakayama (2/1), Takayuki Seto (2/0)                                                |
| Albirex Niigata            | Kōki Ōtani (3/0), Kenta Hirose (2/0), Seitarō Tomisawa (1/0), Ryōta Isomura (1/0), Thalles (5/2), Tatsuya Tanaka (6/2), Arata Watanabe (3/0), Yūta Itō (4/0), Kishō Yano (2/1), Gō Hayama (5/0), Yasuhiro Watanabe (1/0), Yasutaka Yanagi (5/0), Naoki Kawaguchi (5/1), Takumi Hasegawa (2/0), Sachirō Toshima (4/0), Bruno Meneghel (4/0), Taiki Watanabe (5/0), Junto Taguchi (1/0), Yūto Horigome (2/0), Yoshiaki Takagi (4/1), Teruki Hara (2/0), Shōsei Okamoto (1/0), Shion Homma (4/0), Alex Muralha (1/0), Shun Ōbu (6/1), Daisuke Sakai (2/0) |
| Shimizu S-Pulse            | Yōhei Nishibe (6/0), Kōhei Shimizu (3/0), Freire (1/0), Ryō Takeuchi (1/0), Mitsunari Musaka (2/0), Chong Te-se (6/3), Ryōhei Shirasaki (4/0), Kazuya Murata (6/1), Jumpei Kusukami (4/0), Akihiro Hyōdō (5/0), Yū Hasegawa (4/2), Mitchell Duke (4/1), Crislan (1/0), Kōya Kitagawa (3/1), Chikashi Masuda (5/0), Kō Matsubara (1/0), Hiroshi Futami (6/0), Takahiro Iida (1/0), Yūgo Tatsuta (2/0), Yūta Taki (4/0), Kenta Itō (3/0), Yasufumi Nishimura (2/0), Daigo Takahashi (5/0), Makoto Kakuda (5/0) |
| Júbilo Iwata               | Kentarō Ōi (1/0), Ryō Shinzato (3/0), Nagisa Sakurauchi (5/1), Guilherme (1/0), Taishi Taguchi (2/0), Musaev (2/0), Yoshiaki Ōta (6/1), Shunsuke Nakamura (2/0), Takuya Matsuura (4/2), Tomohiko Miyazaki (3/0), Masaya Matsumoto (8/0), Adailton (1/0), Seiya Nakano (7/3), Kōki Ogawa (4/0), Hiroki Yamada (3/0), Kengo Kawamata (2/1), Kaminski (1/0), Kōsuke Yamamoto (5/1), Daiki Ogawa (6/0), Takuma Ōminami (4/0), Kotarō Fujikawa (1/0), Daigo Araki (8/2), Rikiya Uehara (6/0), Kō Shimura (3/0), Yoshiaki Fujita (5/0), Takeaki Harigaya (1/0), Shun Morishita (4/0), Ryūki Miura (4/0), Morbeck (2/0), Hiroki Itō (4/0), Shōhei Takahashi (4/0)                                                                       |
| Nagoya Grampus             | Hiroto Hatao (3/1), Kazuki Kushibiki (4/0), Yūki Kobayashi (4/0), Kazuya Miyahara (2/0), Jo (3/1), Washington (5/0), Ariajasuru Hasegawa (5/0), Hisato Satō (3/1), Yūki Ōgaki (2/0), Yōsuke Akiyama (5/0), Yōhei Takeda (5/0), Tsubasa Shibuya (1/0), Yūki Oshitani (5/0), Kōhei Hattanda (3/0), Ryōta Aoki (2/1), Keiji Tamada (3/0), Ryūji Izumi (3/0), Shumpei Fukahori (4/2), Kanta Kajiyama (2/0), Daiki Enomoto (1/0), Shunto Kodama (1/1), Kenta Uchida (5/2), Yukinari Sugawara (4/0), Kōdai Hagino (1/0), Haruya Fujii (3/0), Shumpei Naruse (5/0) |
| Gamba Osaka                | Masaaki Higashiguchi (3/0), Takaharu Nishino (2/1), Fabio (6/0), Hiroki Fujiharu (5/0), Genta Miura (6/0), Ryō Hatsuse (5/0), Yasuhito Endō (6/0), Matheus (4/0), Ademilson (4/0), Shū Kurata (6/0), Hwang Ui-jo (6/5), Shun'ya Suganuma (5/0), Kōki Yonekura (6/0), Yasuyuki Konno (1/0), Hiroki Noda (2/0), Mizuki Ichimaru (5/0), Akito Takagi (1/0), Kazunari Ichimi (2/1), Shun Nagasawa (7/7), Shin’ya Yajima (2/0), Oh Jae-suk (7/0), Mizuki Hayashi (5/0), Haruya Ide (3/0), Jungo Fujimoto (6/0), Naoya Senoo (1/1), Yūto Mori (4/0), Takahiro Kō (1/0), Leo Takae (7/0), Ryōta Suzuki (1/0), Yūya Fukuda (2/0), Keito Nakamura (7/1), Jin Izumisawa (3/0), Ryōtarō Meshino (5/1), Kōsei Tani (1/0), Kōsuke Onose (2/0) |
| Cerezo Osaka               | Riku Matsuda (2/0), Yūsuke Tanaka (1/0), Hotaru Yamaguchi (1/0), Yōichirō Kakitani (2/0), Hiroshi Kiyotake (2/0), Souza (2/1), Toshiyuki Takagi (2/1), Yasuki Kimoto (2/0), Eiichi Katayama (1/0), Takaki Fukumitsu (1/0), Yang Dong-hyen (2/0), Matej Jonjic (2/0), Tatsuya Yamashita (2/0), Kazuya Yamamura (2/0), Kenta Tanno (2/0), Osmar (2/0) |
| Vissel Kobe                | Daiya Maekawa (7/0), Daisuke Nasu (5/0), Hirofumi Watanabe (2/0), Kunie Kitamoto (6/0), Shunki Takahashi (4/0), Hirotaka Mita (2/0), Mike Havenaar (5/1), Lukas Podolski (1/2), Leandro (1/1), Keijirō Ogawa (7/0), Naoyuki Fujita (4/1), Daiki Miya (4/0), Wellington (6/3), Kazuma Watanabe (5/3), Asahi Masuyama (5/1), Jun’ya Tanaka (2/0), Wataru Hashimoto (3/0), Yoshiki Matsushita (4/0), Masatoshi Mihara (5/0), Yūta Gōke (6/1), Kenshin Yoshimaru (1/0), Theerathon (4/0), Yūya Nakasaka (4/0), Shūhei Ōtsuki (3/1), Sō Fujitani (4/0), Takuya Yasui (4/0), Tatsuki Noda (1/0), Daiju Sasaki (4/1), Yūki Kobayashi (2/0)                                                                                              |
| Sanfrecce Hiroshima        | Takuto Hayashi (1/0), Yūki Nogami (4/0), Sōya Takahashi (1/0), Masato Kudō (5/2), Felipe Silva (6/1), Tsukasa Morishima (6/0), Shō Inagaki (3/0), Yoshifumi Kashiwa (2/0), Daiki Watari (6/3), Kyōhei Yoshino (6/0), Ayumu Kawai (5/0), Kazuaki Mawatari (6/0), Daiki Niwa (5/0), Takumu Kawamura (3/0), Kōsei Shibasaki (2/2), Teerasil (5/1), Taishi Matsumoto (6/0), Hirotsugu Nakabayashi (5/0), Hayao Kawabe (5/0), Patric (1/0) |
| Sagan Tosu                 | Hiromu Mitsumaru (6/1), Yūji Takahashi (6/0), Riki Harakawa (1/0), Kim Min-hyeok (6/0), Akito Fukuta (1/0), Hiroki Kawano (6/0), Masato Fujita (6/0), Yoshiki Takahashi (4/0), Jung Seung-hyun (3/0), Yōhei Takaoka (3/0), Cho Dong-geon (3/0), Shūichi Gonda (3/0), Kōhei Katō (4/0), Kei Ikeda (5/0), Kazuki Anzai (5/1), An Yong-woo (4/0), Ryoya Ito (1/0), Kyōsuke Tagawa (4/0), Hiroto Ishikawa (4/1), Victor Ibarbo (1/0), Hideto Takahashi (2/0), Yūji Ono (1/1), Kaisei Ishii (2/1), Kōki Mizuno (3/0) |
| V-Varen Nagasaki           | Takuya Masuda (4/0), Masakazu Tashiro (4/0), Daichi Tagami (2/0), Yūsuke Maeda (3/0), Shūto Kōno (5/0), Yū Kimura (4/0), Juanma (1/1), Masato Kurogi (1/0), Daichi Inui (6/1), Yuzuru Shimada (2/0), Shōgo Nakahara (3/0), Ben Halloran (5/0), Keita Nakamura (2/2), Shun'ya Yoneda (6/0), Yūki Kagawa (6/0), Teppei Usui (2/1), Ryō Niizato (5/1), Kensuke Fukuda (1/0), Kenta Tokushige (2/0), Fumitaka Kitatani (4/0), Takumi Nagura (6/1), Takuma Shikayama (2/1), Shū Hiramatsu (5/0), Choi Kyu-baek (3/1) |

## Ergebnisse

### Gruppenphase

#### Gruppe A
| Pl. | Verein              | Sp. | S | U | N | Tore    | Diff. | Punkte |
| --- | ------------------- | --- | - | - | - | ------- | ----- | ------ |
| 1.  | Vegalta Sendai      | 6   | 3 | 2 | 1 | 010:600 | +4    | 11     |
| 2.  | Yokohama F. Marinos | 6   | 3 | 2 | 1 | 010:800 | +2    | 11     |
| 3.  | Albirex Niigata     | 6   | 2 | 1 | 3 | 009:100 | −1    | 07     |
| 4.  | FC Tokyo            | 6   | 1 | 1 | 4 | 005:100 | −5    | 04     |

#### Gruppe B
| Pl. | Verein                     | Sp. | S | U | N | Tore    | Diff. | Punkte |
| --- | -------------------------- | --- | - | - | - | ------- | ----- | ------ |
| 1.  | Júbilo Iwata               | 6   | 4 | 0 | 2 | 009:700 | +2    | 12     |
| 2.  | Ventforet Kofu             | 6   | 3 | 1 | 2 | 010:500 | +5    | 10     |
| 3.  | Shimizu S-Pulse            | 6   | 3 | 1 | 2 | 008:500 | +3    | 10     |
| 4.  | Hokkaido Consadole Sapporo | 6   | 1 | 0 | 5 | 004:140 | −10   | 03     |

#### Gruppe C
| Pl. | Verein              | Sp. | S | U | N | Tore    | Diff. | Punkte |
| --- | ------------------- | --- | - | - | - | ------- | ----- | ------ |
| 1.  | Urawa Reds          | 6   | 4 | 1 | 1 | 009:500 | +4    | 13     |
| 2.  | Gamba Osaka         | 6   | 3 | 0 | 3 | 012:130 | −1    | 09     |
| 3.  | Sanfrecce Hiroshima | 6   | 2 | 1 | 3 | 009:700 | +2    | 07     |
| 4.  | Nagoya Grampus      | 6   | 2 | 0 | 4 | 009:140 | −5    | 06     |

#### Gruppe D
| Pl. | Verein           | Sp. | S | U | N | Tore    | Diff. | Punkte |
| --- | ---------------- | --- | - | - | - | ------- | ----- | ------ |
| 1.  | Vissel Kobe      | 6   | 3 | 2 | 1 | 013:800 | +5    | 11     |
| 2.  | Shonan Bellmare  | 6   | 3 | 1 | 2 | 008:800 | ±0    | 10     |
| 3.  | V-Varen Nagasaki | 6   | 2 | 1 | 3 | 009:110 | −2    | 07     |
| 4.  | Sagan Tosu       | 6   | 1 | 2 | 3 | 005:800 | −3    | 05     |

### Finalrunde

#### 1. Runde
|                | Gesamt |                     | Hinspiel | Rückspiel |
| -------------- | ------ | ------------------- | -------- | --------- |
| Vegalta Sendai | 3:4    | Shonan Bellmare     | 0:3      | 3:1       |
| Júbilo Iwata   | 2:4    | Gamba Osaka         | 0:1      | 2:3       |
| Urawa Reds     | 2:3    | Ventforet Kofu      | 0:2      | 2:1       |
| Vissel Kobe    | 3:5    | Yokohama F. Marinos | 2:4      | 1:1       |

#### Viertelfinale
|                     | Gesamt |                 | Hinspiel | Rückspiel |
| ------------------- | ------ | --------------- | -------- | --------- |
| Cerezo Osaka        | 2:5    | Shonan Bellmare | 0:3      | 2:2       |
| Kashiwa Reysol      | 3:3    | Ventforet Kofu  | 2:2      | 1:1       |
| Yokohama F. Marinos | 7:1    | Gamba Osaka     | 4:0      | 3:1       |
| Kawasaki Frontale   | 2:4    | Kashima Antlers | 1:1      | 1:3       |

#### Halbfinale
|                     | Gesamt          |                 | Hinspiel | Rückspiel |
| ------------------- | --------------- | --------------- | -------- | --------- |
| Shonan Bellmare     | 3:3 (5:4 i. E.) | Kashiwa Reysol  | 1:1      | 2:2       |
| Yokohama F. Marinos | 4:3             | Kashima Antlers | 2:1      | 2:2       |

#### Finale
|                 | Ergebnis |                     |
| --------------- | -------- | ------------------- |
| Shonan Bellmare | 1:0      | Yokohama F. Marinos |